# Asia (음반)
| 전문가 평가              | 전문가 평가 |
| 평가 점수                | 평가 점수   |
| 출처                     | 점수        |
| ------------------------ | ----------- |
| AllMusic                 | [ 1 ]       |
| Christgau's Record Guide | C–          |

《Asia》는 1982년 3월 18일에 발매된 영국의 록 밴드 아시아가 자칭한 데뷔 스튜디오 음반이다. 《빌보드》와 《캐시박스》 둘 다에 따르면, 이 음반은 1982년 미국에서 1위 음반이었다. 그리고 이 음반에는 미국에서 빌보드 핫 100 차트에서 4위에 오른 그들의 가장 큰 히트곡 〈Heat of the Moment〉가 수록되어 있다.

## 커버 아트
아시아의 로고와 커버 일러스트는 예스 (기타리스트 스티브 하우와 키보디스트 제프 다운스)와 유라이어 힙 (베이시스트/보컬리스트 존 웨튼이 멤버로 활동한 바 있다)의 음반 일러스트 작업으로 유명한 로저 딘에 의해 창작되었는데, 이 일러스트는 레비아탄이 수정구를 응시하고 있는 모습을 보여준다.

## 상업적 성과
1982년 3월에 발매된 《Asia》는 미국에서 1위에 올랐고 빌보드 200 차트에서 9주 동안 1위를 했다. 《Asia》는 1995년 2월 10일 미국 음반 산업 협회에 의해 미국에서 4배 플래티넘 인증을 받았다. 이 음반은 1982년 미국에서 가장 많이 팔린 음반이었다.
이 밴드의 모국인 영국에서 《Asia》는 미국만큼 좋은 성적을 거두지 못했으며, 영국 음반 차트에서 총 38주를 보냈다. 이 음반은 1982년 10월 18일 영국에서 골드 지위를 받았다. 〈Heat of the Moment〉는 46위에 올랐다.
《Asia》의 전 세계 총 판매량은 1천만 장 이상으로 추정된다.

## 곡 목록
| #  | 제목                    | 작사·작곡                   | 재생 시간 |
| -- | ----------------------- | --------------------------- | --------- |
| 1. | 〈Heat of the Moment〉  | 존 웨튼, 제프 다운스        | 3:50      |
| 2. | 〈Only Time Will Tell〉 | 웨튼, 다운스                | 4:44      |
| 3. | 〈Sole Survivor〉       | 웨튼, 다운스                | 4:48      |
| 4. | 〈One Step Closer〉     | 웨튼, 스티브 하우           | 4:16      |
| 5. | 〈Time Again〉          | 다운스, 하우, 칼 파머, 웨튼 | 4:45      |

| #  | 제목                       | 작사·작곡          | 재생 시간 |
| -- | -------------------------- | ------------------ | --------- |
| 6. | 〈Wildest Dreams〉         | 웨튼, 다운스       | 5:10      |
| 7. | 〈Without You〉            | 웨튼, 하우         | 5:04      |
| 8. | 〈Cutting It Fine〉        | 웨튼, 다운스, 하우 | 5:35      |
| 9. | 〈Here Comes the Feeling〉 | 웨튼, 하우         | 5:42      |

| #   | 제목          | 작사·작곡  | 재생 시간 |
| --- | ------------- | ---------- | --------- |
| 10. | 〈Ride Easy〉 | 웨튼, 하우 | 4:35      |

## 인증
| 국가                                                  | 인증        | 판매량/출하량 |
| ----------------------------------------------------- | ----------- | ------------- |
| 오스트레일리아 (ARIA)                                 | 골드        | 20,000^       |
| 캐나다 (뮤직 캐나다)                                  | 3× 플래티넘 | 300,000^      |
| 프랑스 (SNEP)                                         | 골드        | 100,000*      |
| 일본 (RIAJ)                                           | 플래티넘    | 200,000^      |
| 스위스 (IFPI 스위스)                                  | 골드        | 25,000^       |
| 영국 (BPI)                                            | 골드        | 100,000^      |
| 미국 (RIAA)                                           | 4× 플래티넘 | 4,000,000^    |
| *판매량을 기반으로 한 인증 ^출하량을 기반으로 한 인증 |             |               |